# ميرزا يوسف الآشتياني
ميرزا يوسف خان الحاج ميرزا حسين خان الآشتياني (بالفارسية: میرزا یوسف خان حاجی میرزا حسین خان آشتیانی) (1812م/1227هـ – 7 أبريل 1886م/11 رجب 1303هـ) المعروف بلقب «مستوفي الممالك». كان الصدر الأعظم لإيران القاجارية ومن أقوى النُبلاء وأكثرهم نفوذًا في زمانه، وهو من الفصيل المُحافظ في البلاط القاجاري.
باعتباره أحد أكثر الأعضاء نفوذاً في بلاط ناصر الدين شاه، لعب ميرزا يوسف الأشتياني دورًا في العديد من الأحداث المهمة في عصره، بما في ذلك إقالة ميرزا محمد خان سبهسالار. وتسميم حسين قلي الإلخاني وتوسع طهران.